# Щеглов, Владимир Георгиевич
Владимир Георгиевич Щеглов (12 [24] июля 1854 — 14 августа 1927) — русский юрист и правовед, доктор права, заслуженный профессор Российской империи (с 1909).

## Биография
Владимир Георгиевич Щеглов родился в 1854 году в городе Усмань Тамбовской губернии в семье священника.
Образование получил в Казанском университете. В 1884 году защитил магистерскую диссертацию: «Характеристика современного социально-политического строя главнейших западноевропейских государств». Преподаватель (1884—1918), заслуженный профессор и директор (1910—1917) ярославского Демидовского юридического лицея, профессор Ярославского государственного университета (1918—1923), исполняющий обязанности декана его исторического отделения (1918—1919).
За обширный труд «Государственный совет в России» (I т., Ярославль, 1892; II т. 1895) получил степень доктора государственного права.
Кроме диссертаций, Щеглов напечатал: «Право и нравственность в их взаимных желаниях» (Ярославль, 1888, актовая речь); «Граф Л. Н. Толстой и Ф. Ницше» (1897); «Положение и права женщины в семье и обществе в древности, средние века и новое время»; «Государственный совет в России в первый век его образования и деятельности» (1903); «Высшее учебное заведение в гор. Ярославле имени Демидова в первый век его образования и деятельности(6-го июня 1808—1903 г.)».
Принимал участие в «Юридической библиографии», издаваемой при Демидовском юридическом лицее, и в «Общедоступной библиотеке правоведения» (изд. в Москве Обществом распространения полезных книг).
Умер в Ярославле после продолжительной болезни, похоронен на Леонтьевском кладбище.

## Сочинения
- Нравственность и право в их взаимных отношениях. — Ярославль: Тип. Г. В. Фальк, 1888. — 129 с.
- Государственный совет в России, в особенности в царствование императора Александра Первого: Историко-юридическое исследование … — Ярославль: Тип. М. Х. Фальк, 1892. — Т. 1. — 1056 с.[1]
  - Государственный совет в России в царствование императора Александра Первого. — Ярославль: Тип. Э. Г. Фальк, 1895. — Т. 2 из Вып. 1. — 503 с.
- Граф Лев Николаевич Толстой и Фридрих Ницше: Очерк философско-нравственного их мировоззрения. — Ярославль: Совет Демидовского юридического лицея, 1897. — 244 с.
- Положение и права женщины в семье и обществе в древности, средние века и новое время : Историко-юридический очерк. — Ярославль: Тип. Э. Г. Фальк, 1898. — 167 с.
- Высшее учебное заведение в Ярославле имени Демидова в первый век его образования и деятельности (6 июля 1803—1903). — Ярославль, 1903.
- Государственный совет в России в первый век его образования и деятельности (30 марта 1801—1901 года): Ист.-юрид. очерк / [Соч.] Орд. проф. Демид. юрид. лицея В. Г. Щеглова. — Ярославль, 1903. — XII, 189 с.[2]